# 亚历山大·欣施泰因

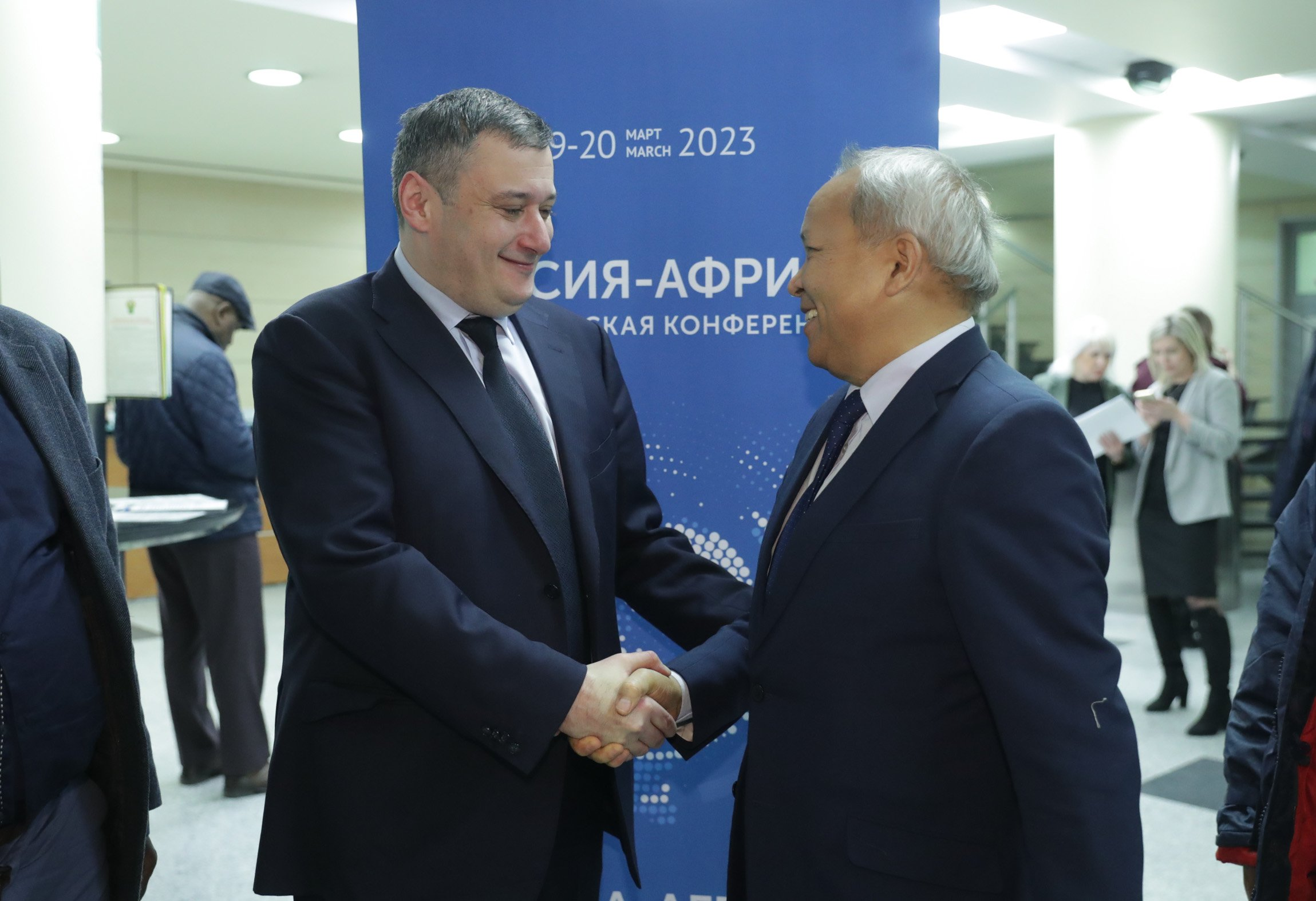
欣施泰因与马达加斯加代表团成员出席2023年3月18日在莫斯科举行的第二届“俄罗斯—非洲”国际议会会议

亚历山大·叶夫谢耶维奇·欣施泰因（羅馬化：Aleksandr Yevseyevich Khinshteyn；1974年10月26日—）是一位苏联和俄罗斯记者和政治家。他是俄罗斯联邦会议国家杜马萨马拉选区的代表。他是第四届、第四届、第六届和第七届国家杜马议员。他目前是第八届国家杜马议员。
欣施泰因出生于俄罗斯的一个犹太家庭。他的父母亲都是工程师。

## 制裁
欣施泰因于2022年因俄乌战争而受到英国政府制裁。